# Germinación

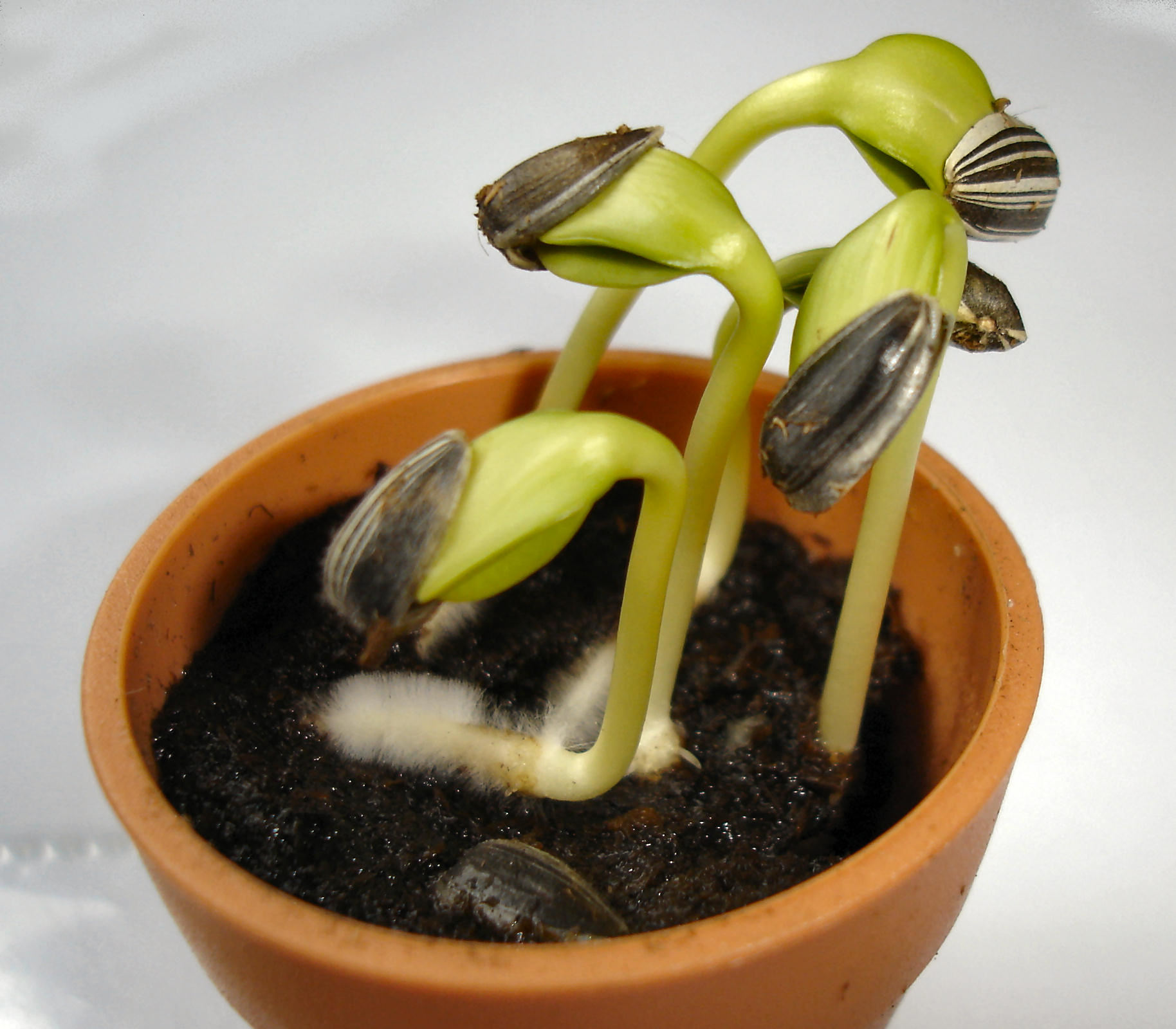
Semillas de girasol, solamente tres días después de la germinación.

Lapso de tiempo de girasol con sección transversal del suelo. Mostrando cómo crecen las raíces y la parte superior de la planta.

La  germinación (del latín germinatio, -ōnis) es el proceso mediante el cual un embrión se desarrolla hasta convertirse en una planta. Es un desarrollo gradual que se lleva a cabo cuando el embrión se hincha y la cubierta de la semilla se rompe. Para lograr esto, toda planta requiere de elementos básicos para su desarrollo: temperatura, agua, dióxido de carbono y sales minerales.

## Formación de la semilla
Las etapas de formación de la semilla son:
1. Fecundación y desarrollo del embrión, la semilla se desarrolla desde un anterozoide situado en el interior del tubo polínico de una flor. Este llega al ovario ingresando por la micropila al óvulo, donde se produce la fecundación. Posteriormente, el óvulo se transforma en semilla y el ovario en pericarpio o fruto. En el desarrollo de la semilla se pueden distinguir tres estados después de que se haya efectuado la polinización:[3]

1. Acumulación de reservas alimenticias: éstas se fabrican en las partes verdes de la planta y son transportadas a la semilla en desarrollo. En las semillas denominadas endospérmicas, las reservas alimenticias se depositan fuera del embrión, formando el endospermo de la semilla. En las semillas llamadas no endospérmicas, el material alimenticio es absorbido por el embrión y almacenado en contenedores especiales denominados cotiledones.
2. Maduración: durante esta fase, se seca la semilla y se separa la conexión con la planta madre, cortando el suministro de agua y formando un punto de debilidad estructural del que se puede separar fácilmente la semilla madura.

La mayoría de las semillas entran en un periodo de latencia (o inactividad metabólica) después de su completa maduración. En este periodo, la semilla pierde la mayor parte de la humedad que tenía. Y es precisamente esta sequedad (deshidratación) el factor principal que garantiza la viabilidad de la semilla y su capacidad para poner fin a la inactividad, crecer y convertirse en una nueva planta. Este periodo de latencia varía de especie a especie: algunas semillas mueren rápidamente si se secan demasiado, pero existen semillas de mucha antigüedad, que han germinado después de muchos cientos de años.

## Características
Se llama germinación al proceso por el que se reanuda el crecimiento embrionario después de la fase de descanso. Este fenómeno no se desencadena hasta que la semilla no ha sido transportada hasta un medio favorable por alguno de los agentes de dispersión. Las condiciones determinantes del medio son: El agua, oxígeno, y temperatura apropiada. Cada especie prefiere para germinar una temperatura determinada; en general, las condiciones extremas de frío o calor no favorecen la germinación. Algunas semillas necesitan pasar por un período de dormancia y, después de este, también un tiempo determinado de exposición a la luz para iniciar la germinación.
Durante la germinación, el agua se difunde a través de las envolturas de la semilla y llega hasta el embrión, que durante la fase de descanso se ha secado casi por completo. El agua hace que la semilla se hinche, a veces hasta el extremo de rasgar la envoltura externa. Diversas enzimas descomponen los nutrientes almacenados en el endospermo o en los cotiledones en sustancias más sencillas que son transportadas por el interior del embrión hacia los centros de crecimiento. El oxígeno absorbido permite a la semilla extraer la energía contenida en estos azúcares de reserva, y así poder iniciar el crecimiento.
La radícula es el primer elemento embrionario en brotar a través de la envoltura de la semilla. Forma pelos radicales que absorben agua y sujetan el embrión al suelo. A continuación empieza a alargarse el hipocótilo, que empuja la plúmula, y en muchos casos el cotiledón o los cotiledones, hacia la superficie del suelo.[cita requerida]
Los cotiledones que salen a la luz forman clorofila y llevan a cabo la fotosíntesis hasta que se desarrollan las hojas verdaderas a partir de la plúmula. En algunas especies, sobre todo de gramíneas, los cotiledones no alcanzan nunca la superficie del suelo, y la fotosíntesis no comienza hasta que no se desarrollan las hojas verdaderas; mientras tanto, la planta subsiste a costa de las reservas nutritivas almacenadas en la semilla. Desde que comienza la germinación hasta que la planta logra la completa independencia de los nutrientes almacenados en la semilla, la planta recibe el nombre de plántula.

## Tipos

Imagen que describe la diferencia entre la germinación epígea e hipogea en las plantas

### Germinación hipógea
En las plántulas hipogeas, los cotiledones permanecen enterrados; únicamente la plúmula atraviesa el suelo. El hipocótilo es muy corto, prácticamente inexistente. A continuación, el epicótilo se alarga, apareciendo las primeras hojas verdaderas, que son, en este caso, los primeros órganos fotosintetizadores de la plántula. Este tipo de germinación lo presentan por ejemplo las semillas de las gramíneas, guisantes, habas, robles, entre otras. Esto se presenta en las plantas monocotiledóneas.

### Germinación epígea
En las plántulas denominadas epígeas, los cotiledones emergen del suelo debido de un considerable crecimiento del hipocótilo (porción comprendida entre la radícula y el punto de inserción de los cotiledones). Posteriormente, en los cotiledones se diferencian cloroplastos, transformándolos en órganos fotosintéticos. Finalmente, comienza el desarrollo del epicótilo (porción del eje comprendida entre el punto de inserción de los cotiledones y las primeras hojas). Por ejemplo, presentan este tipo de germinación las semillas de cebolla, ricino, judía, lechuga, mostaza blanca, entre otras. Esto se presenta en las plantas monocotiledóneas y dicotiledóneas.

## Requisitos
Para que la germinación pueda producirse son necesarios algunos factores externos, como un sustrato húmedo, suficiente disponibilidad de oxígeno que permita la respiración aerobia, y una temperatura adecuada para los distintos procesos metabólicos. Además, la latencia de germinación puede requerir determinados estímulos ambientales como la luz o bajas temperaturas, o que se produzca un debilitamiento de las cubiertas seminales. También contribuye el clima del lugar en el que se encuentra el cultivo. Es importante, conocer y controlar las plagas que puedan atacar a la futura planta.
Si se va a producir germinados para consumo humano, han de tenerse en cuenta factores muy importantes: higiene de las semillas, agua, medio ambiental en el cual van a desarrollarse.

## Etapas de la germinación

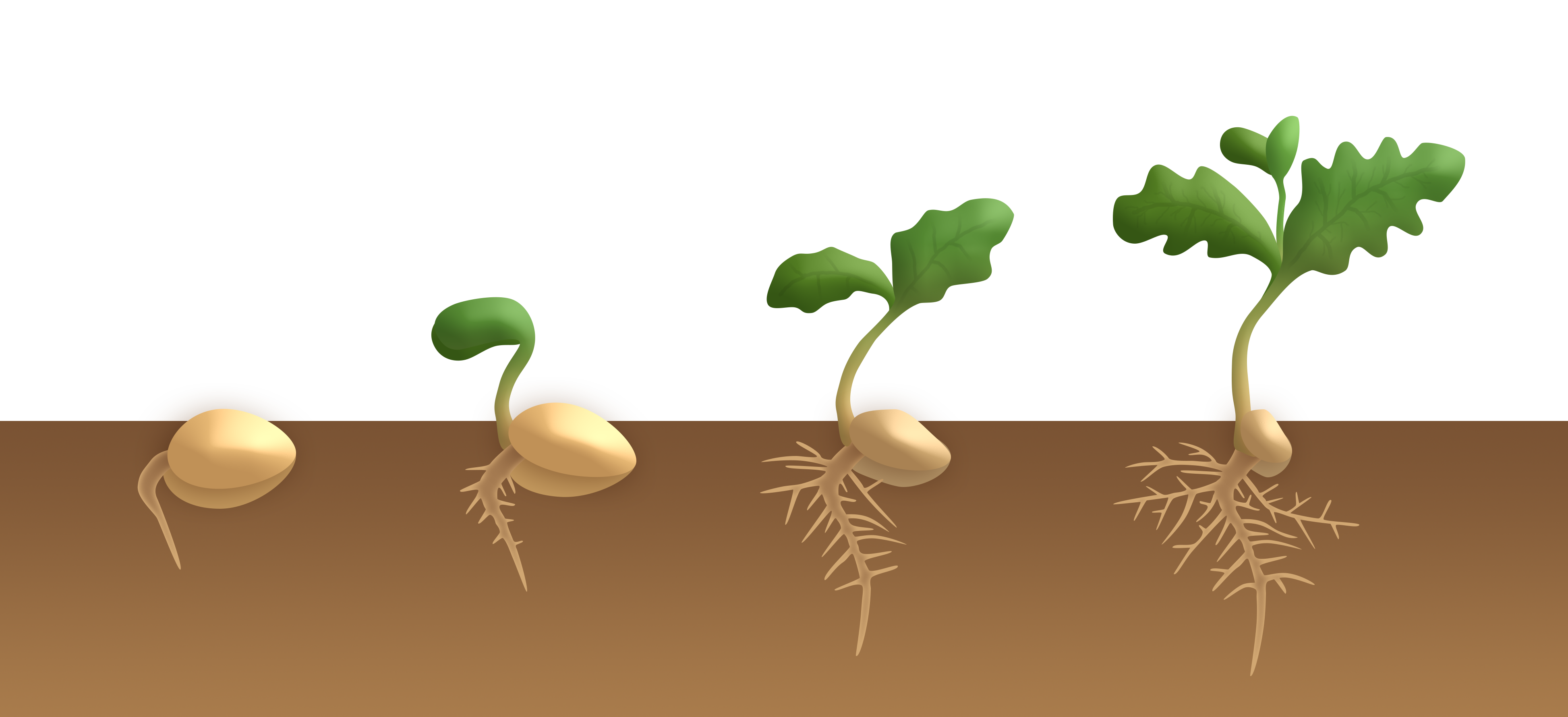
Germinación hipogética de la flor de dicotiledónea/dicotiledónea (Magnoliopsida)

Para lograr la germinación, la semilla necesita primordialmente agua y, dependiendo de la variedad de planta que se trate, puede requerir mayor atención en cuanto a temperatura y condiciones de luz más específicas. Cada año, este ciclo de reproducción se repite de manera invariable. Sólo se alterará si cambian las condiciones del entorno. Así, si una planta de zona húmeda es cambiada de entorno y clima, haciéndolo más seco, esta planta se adaptará al cambio o morirá por no tener la capacidad de adaptarse a las nuevas condiciones climáticas. Teniendo las condiciones mínimas, la planta formará las semillas o las esporas. El viento o los animales se encargarán de llevarlos a tierras fértiles, reiniciando así el ciclo de la vida, con la formación de una nueva planta.[cita requerida]
La emergencia de la raíz, que inicia el crecimiento de la plántula, está desencadenada por la presión de turgencia. El crecimiento inicial requiere la utilización de las sustancias de reserva que previamente se habían almacenado en el endospermo o en los cotiledones. Para ello, tiene que haber un proceso de hidrólisis previa y movilización que genere moléculas de pequeño tamaño que puedan ser utilizadas por la plántula en desarrollo. La hidrólisis de proteínas está catalizada por diversos tipos de endopeptidasas y exopeptidasas, que liberan pequeños péptidos y aminoácidos. La movilización de lípidoss implica a tres tipos de orgánulos: los cuerpos lipídicos, los glioxisomas y las mitocondrias; las enzimas clave en la metabolización de los lípidos, que pueden ser transformados en hexosas, son la isocitrato liasa y la malato sintetasa, cuyos niveles aumentan notablemente durante la germinación.
El almidón es el principal carbohidrato de reserva; puede hidrolizarse mediante la acción de α–amilasas y β–amilasas, o por la almidón fosforilasa, liberándose monosacáridos, disacáridos y oligosacáridos. La movilización de las reservas de fosfato se produce por acción de la fitasa. El embrión puede ejercer un control de las distintas actividades enzimáticas mediante la síntesis y liberación de fitohormonas.[cita requerida]
El ejemplo más típico de control hormonal es el de la hidrólisis de almidón por activación de las α–amilasas mediada por giberelinas en semillas de cereales. Mientras que las giberelinas, y parece ser que también el etileno, tienen un claro efecto estimulador de la germinación. El ácido abscísico, por el contrario, inhibe los procesos relacionados con el proceso de germinación[cita requerida]